# 东汤镇
东汤镇，是中华人民共和国辽宁省丹东市凤城市下辖的一个乡镇级行政单位。

## 名称由来
1761年（清乾隆二十六年），凤凰城旗署根据当地有自然喷涌的温泉，又位于辖署东部，为该地取名为“东汤”。

## 政区沿革
满洲国时期设立东汤村公所。
1945年9月3日，成立东汤区，属凤城县管辖。
1945年10月中华民国政府进占时期改设东汤乡公所，1947年6月二次解放后恢复东汤区政府，1951年2月改称凤城第八区。
1956年2月撤区，辖村分划为东汤、土城子、民生、石桥子4个乡，1958年9月重新合并成立东汤人民公社。
1983年9月，恢复东汤乡，1984年5月改为东汤满族自治乡人民政府。
1985年8月设镇，以东汤为镇名，一直延用至今。

## 自然地理
东汤镇位于凤城市东部，东与宽甸满族自治县杨木川镇、虎山镇毗邻；西与边门镇、草河街道为界；南与振安区汤山城镇相连；北与大堡蒙古族乡、石城镇接壤。镇区距凤城市32公里，距丹东市52公里。
东汤镇属湿润型温带季风气候，一年四季分明，年平均气温为7.8℃，最高温度为36℃，最低温度为零下27℃，常年主导风向春夏多刮东南风，秋冬常吹西北风，年平均降雨量为900—1100mm，相对湿度63%，全年平均无霜期182天，最长达200天，最短169天，年平均结冻期147天，冻土深度平均70cm。
东汤镇现有耕地面积5.3万亩，林地面积34万亩，木材蓄积量33.3万立方米，森林覆盖率69.8%。
境内有汤后河、安家沟河、民生河、房木河、爱河等大小河流10条，河流总长约125公里。其中爱河流段长约40公里，流经5个村，32个村民组，水量充沛，水资源丰富。

## 人口面积
全镇总人口24782人，其中镇区总人口3066人，总户数6729户。全镇满族人口为20832人，占总人口的85%。另有外来居住人口1500人。
全镇总面积326.7平方公里，东西长47.5公里，南北宽45公里。

## 名胜古迹

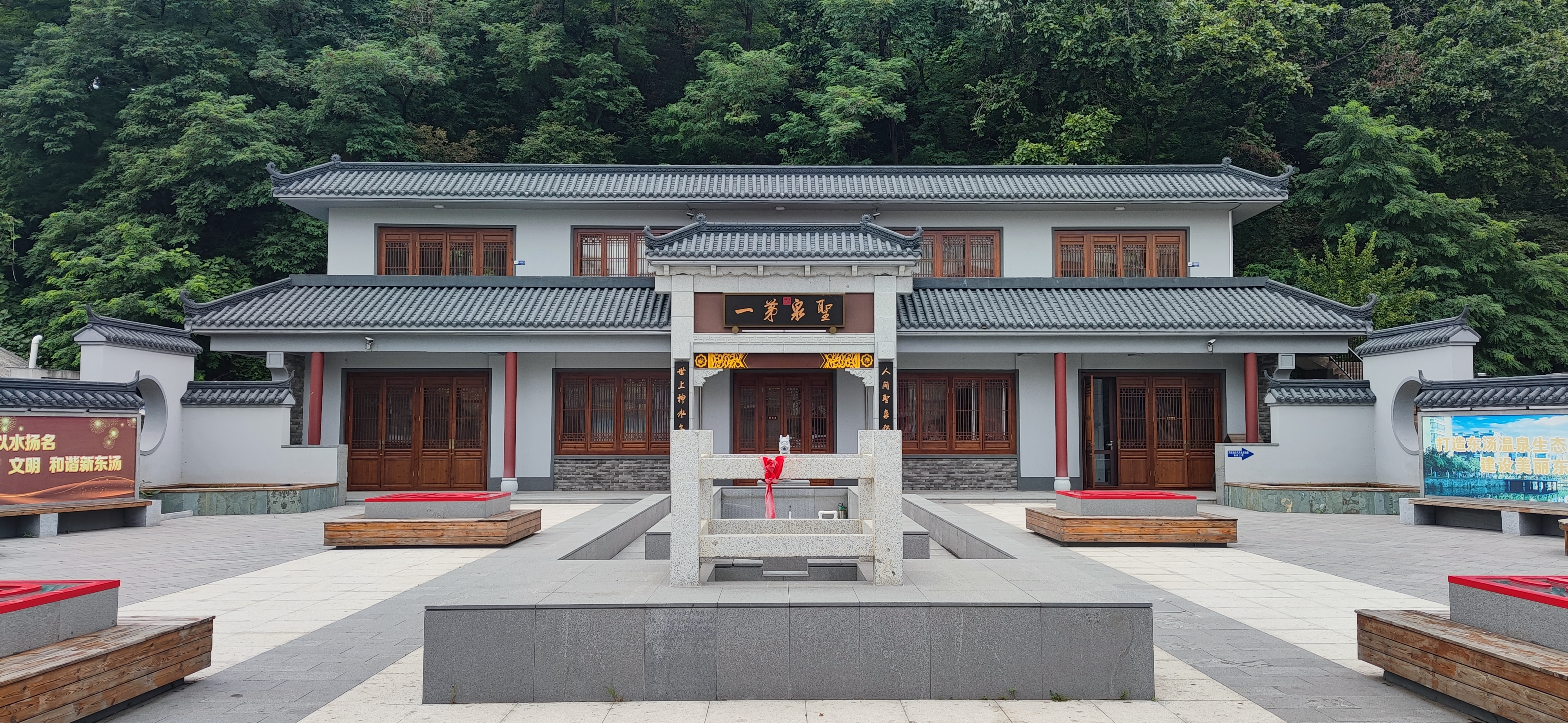
圣泉寺

东汤镇温泉资源得天独厚。东汤温泉发现于唐朝，距今已有1300多年的历史。温泉水的日涌出量达2900余吨，水温高达78℃，以其水疗效果极佳享有盛名。清乾隆皇帝曾亲笔御书“圣泉第一”，当地百姓修筑庙宇圣泉寺以示纪念，并在庙门以“圣泉第一”为横额配成了一幅绝妙的对联，上联为“人间圣泉独一处”，下联为“世上神水无二家”。

## 行政区划
东汤镇下辖以下地区：
东汤村、土城村、宏伟村、房木村、咸家村、民生村、陶李村、石桥村和新兴村。